# Petalura pulcherrima
Petalura pulcherrima é uma espécie de libelinha da família Petaluridae.
É endémica da Austrália.